# Port lotniczy Bancasi
Port lotniczy Bancasi (IATA: BXU, ICAO: RPME) – międzynarodowy port lotniczy położony w Butuanie na Filipinach.

## Linie lotnicze i połączenia
| Linia Lotnicza | Kierunek          |
| -------------- | ----------------- |
| Cebgo          | 1. Cebu           |
| Cebu Pacific   | 1. Cebu 2. Manila |
| PAL Express    | 1. Cebu 2. Manila |